# Fédération de Slovénie de football
La Fédération de Slovénie de football (Nogometna Zveza Slovenije (sl) NZS) est une association regroupant les clubs de football de Slovénie et organisant les compétitions nationales et les matchs internationaux de la sélection de Slovénie.
La fédération nationale de Slovénie est fondée en 1920 en tant qu'institution régionale. Elle est affiliée à la FIFA depuis 1992 et est membre de l'UEFA depuis 1993.